# Richard Glossip
Richard Eugene Glossip (Estados Unidos, 9 de febrero de 1963) es un hombre estadounidense actualmente sentado en el corredor de la muerte en la Penitenciaría del Estado de Oklahoma después de haber sido declarado culpable de haber cometido el asesinato en 1997 de Barry Van Treese. Justin Sneed, el hombre que asesinó a Van Treese, aceptó declararse culpable a cambio de testificar contra Glossip, y recibió una sentencia de cadena perpetua sin libertad condicional. Glossip es el destinatario de la atención internacional debido a la naturaleza inusual de su condena, para la cual hay poca o ninguna evidencia adicional que corrobore.
Glossip se destaca por su papel como demandante nombrado en el caso Glossip v. Gross de la Corte Suprema de 2015, que dictaminó que las ejecuciones llevadas a cabo por un protocolo de tres medicamentos de midazolam, bromuro de pancuronio y cloruro de potasio no constituyeron un castigo cruel e inusual bajo la Octava enmienda de la Constitución de los Estados Unidos.
En septiembre y octubre de 2015, Glossip recibió tres suspensiones sucesivas debido a preguntas sobre las drogas inyectables letales de Oklahoma después de que funcionarios del Departamento de Correcciones de Oklahoma usaron acetato de potasio para ejecutar a Charles Frederick Warner el 15 de enero de 2015, contrario al protocolo. El procurador general de Oklahoma, Scott Pruitt, ordenó una investigación por un gran jurado múltiple sobre la mezcla de ejecución de drogas.

## Controversia sobre el protocolo de inyección letal de Oklahoma
El 13 de octubre de 2014, el procurador general de Oklahoma dijo que el estado no tenía un suministro adecuado de drogas de ejecución y retrasó la ejecución de Glossip y otros dos reclusos. El 28 de enero de 2015, la Corte Suprema de los EE. UU. detuvo las ejecuciones en Oklahoma hasta que se decidiera por las drogas inyectables letales.
La gobernadora Mary Fallin suspendió la ejecución después de que el Departamento de Corrección recibiera acetato de potasio en lugar de cloruro de potasio. La ejecución se reinició el 6 de noviembre de 2015.
El 1 de octubre de 2015, el fiscal general Scott Pruitt solicitó al Tribunal de Apelaciones Penales una suspensión indefinida de todas las ejecuciones programadas en Oklahoma, alegando que el Departamento de Corrección adquirió una droga contraria al protocolo, al día siguiente, la solicitud fue concedida.
El 6 de octubre de 2015, la gobernadora Mary Fallin dijo que contrató a un abogado independiente, Robert McCampbell, para asesorarla sobre el proceso legal.
El 8 de octubre de 2015, se informó que funcionarios del Departamento de Correcciones de Oklahoma usaron acetato de potasio para ejecutar a Charles Frederick Warner el 15 de enero de 2015, contrariamente al protocolo. Un abogado que representa a Glossip y otros reclusos del corredor de la muerte de Oklahoma dijo que los registros de la ejecución de Warner rubricados por un miembro del personal de la prisión indicaban el uso de cloruro de potasio; sin embargo, un informe de autopsia mostró que se usaron 12 viales de acetato de potasio.
Según un informe del 16 de octubre de 2015, debido a una investigación del gran jurado, era probable que el estado no llevara a cabo una ejecución por más de un año.